# Yes It Is
Yes It Is je píseň anglické rokenrolové skupiny Beatles z roku 1965. Napsal ji převážně John Lennon, jako autoři jsou však uváděni oba členové tvůrčí dvojice Lennon/McCartney. Píseň vyšla poprvé na B straně singlu Ticket to Ride. Obsahuje jedny z nejobtížnějších tříhlasých vokálů a ukázku raných kytarových efektů, jež předvedl George Harrison.

## Skladba
"Yes It Is" údajně patřila společně s písněmi Run for Your Life, It's Only Love a Dig a Pony k Lennonovým nejméně oblíbeným dílům. V interview, jež v roce 1980 poskytl časopisu Playboy ji popsal jako pokus o předělávku písně This Boy, který nevyšel. Paul McCartney o ní naopak hovořil jako o jedné z řady Johnových povedených písní a prohlásil, že on mu ji „pouze pomohl dokončit“.

## Nahrávání
Během pětihodinového nahrávání ve studiu se skupině povedlo nahrát základní stopu až na počtrnácté, což bylo nejvíc ze všech skladeb, které v roce 1965 nahrála. Nahrávání proběhlo 16. února. Téhož dne Beatles nahráli i Harrisonovu I Need You. Po dokončení rytmického základu nazpívali Lennon, McCartney a Harrison během tří hodin i veškeré vokály. Zpívali je společně naživo.

## Alba
Píseň byla zařazena na album Beatles VI a na následující kompilační alba včetně Love Songs, Rarities, Past Masters, vol. One (kde se poprvé objevila ve stereofonní podobě) a na Anthology 2 (v alternativní verzi, jež kombinuje 2. a 14. nahrávku).

## Nástrojové obsazení
- John Lennon: zpěv, kytara (Gibson J160E)
- Paul McCartney: harmonie zpěv, basová kytara (1961 Höfner pět set jedna)
- George Harrison: harmonie zpěv, kytara (Gretsch 6119 "Tennessean")
- Ringo Starr: bicí (Ludwig), tamburína